# Ambiente di reazione
In chimica, l'ambiente di reazione è il sistema in cui avviene una reazione chimica (costituito in genere da una soluzione o una miscela).

## Identificazione dell'ambiente di reazione
Fanno parte dell'ambiente di reazione:
- le specie chimiche inerti (che non reagiscono);
- i prodotti (nel caso in cui non vengano allontanati durante lo svolgimento della reazione);[1]
- le specie chimiche reagenti che non fanno parte del sistema considerato (ad esempio nel caso della corrosione atmosferica dell'acciaio, l'ossigeno e l'acqua fanno parte dell'ambiente di reazione) o in altri casi tutte le specie chimiche presenti nel luogo dove avviene la reazione chimica (ad esempio un reattore chimico);[2]
- catalizzatori (nel caso in cui siano disciolti nell'ambiente di reazione, mentre non fanno parte ad esempio dell'ambiente di reazione i catalizzatori costituiti da un letto fisso).

Alcuni parametri che identificano l'ambiente di reazione sono:
- natura delle specie chimiche presenti nell'ambiente di reazione (ad esempio principalmente azoto e ossigeno nel caso di reazioni che si svolgono all'aria);
- il pH (ovvero se la soluzione in cui avviene la reazione è acida o alcalina);
- concentrazione delle specie chimiche che costituiscono l'ambiente di reazione;
- temperatura;
- pressione;
- velocità del fluido in cui avviene la reazione.

## Influenza sullo svolgimento di una reazione chimica
L'ambiente di reazione può influire sull'eventualità che avvenga la reazione (cioè sulla "termodinamica della reazione"), sulla velocità con cui avviene la reazione (cioè sulla "cinetica della reazione") e sul meccanismo di reazione.
In particolare:
- all'aumentare della temperatura possono avere luogo reazioni chimiche a cui è associata un'entalpia standard di reazione più elevata;
- la presenza di catalizzatori diminuisce il valore dell'energia di attivazione associata alla reazione;
- all'aumentare della velocità del fluido aumentano  i coefficienti di scambio di materia e quindi la velocità della reazione (se lo scambio di materia è lo stadio cineticamente controllante).

## Esempi
- La combustione non avviene in assenza di un innesco (ad esempio un'elevata temperatura o una scintilla) e di un comburente (in genere ossigeno); il sistema chimico in esame in questo caso è il combustibile, mentre l'ambiente di reazione consiste nel comburente, gli eventuali inerti e le condizioni associate (tra cui temperatura e pressione).
- La corrosione dei materiali metallici può avvenire secondo diverse modalità e con diversi effetti a seconda della temperatura del materiale e delle sostanze chimiche con cui è a contatto; il sistema chimico in questo caso è il materiale metallico, mentre l'ambiente di reazione consiste negli altri reagenti che partecipano alla reazione e le condizioni di temperatura associate.
- La polimerizzazione dà luogo a catene polimeriche più regolari dal punto di vista della configurazione e una distribuzione dei pesi molecolari più stretta in presenza di specifici catalizzatori; il sistema chimico è costituito dalla miscela di monomero di partenza e dal materiale polimerico prodotto, mentre l'ambiente di reazione è costituito dal catalizzatore e dalle condizioni di temperatura e pressione alle quali avviene la reazione.
- In metallurgia e ceramica, il termine "ambiente di reazione" si riferisce spesso alla caratteristica ossidante o riducente dei gas o delle fiamme prevalenti durante alcuni processi ad alta temperatura.